# Carcelia ceylanica
Carcelia ceylanica är en tvåvingeart som först beskrevs av Brauer och Julius Edler von Bergenstamm 1891.  Carcelia ceylanica ingår i släktet Carcelia och familjen parasitflugor. Inga underarter finns listade i Catalogue of Life.